# Kanton Eyguières
Kanton Eyguières is een voormalig kanton van het Franse departement Bouches-du-Rhône. Het kanton maakte deel uit van het arrondissement Arles. Het werd opgeheven bij decreet van 27 februari 2014, met uitwerking op 22 maart 2015.

## Gemeenten
Het kanton Eyguières omvatte de volgende gemeenten:
- Alleins
- Aureille
- Eyguières (hoofdplaats)
- Lamanon
- Mallemort
- Mouriès
- Vernègues